# Nitty Gritty Dirt Band
A banda Nitty Gritty Dirt Band é uma banda americana de bluegrass, country, folk e rock da cidade de Long Beach, Califórnia, formada em 1966. Os membros do grupo já se alteraram pelo menos uma dúzia de vezes ao longo dos anos, Os membros constantes desde o início dos tempos são o cantor-guitarrista Jeff Hanna e o baterista Jimmy Fadden. O multi-instrumentista McEuen John estava com a banda de 1966 a 1986 e retornou em 2001. O tecladista Bob Carpenter juntou a banda em 1977.
Os sucessos da banda incluem uma versão de "Mr. Bojangles" de Jerry Jeff Walker. Entre os Álbuns, incluem-se o Will The Circle be Unbroken de 1972, com a participação de artistas tradicionais da música country como Mother Maybelle Carter, Earl Scruggs, Roy Acuff, Merle Travis e Jimmy Martin. A seqüencia deste CD, Will The Circle be Unbroken: Volume Dois foi lançado em 1989, e ganhou dois prêmios Grammy e o prêmio de Álbum do Ano no Country Music Association Awards.

## História
A banda Nitty Gritty Dirt Band (banda cheia de lêndeas, pedregosa e suja) foi fundada cerca de 1966 em Long Beach, Califórnia pelo cantor e guitarrista Jeff Hanna e o cantor-compositor e guitarrista Bruce Kunkel, que tocava na banda the New Coast Two e depois na banda the Illegitamit JugBand.

## Discografia

### Albums
| Ano  | Álbum                                     | Posição    | Posição | Posição     | Posição | Certificação | Certificação | Gravadora      |
| Ano  | Álbum                                     | US Country | US      | CAN Country | CAN     | US           | CAN          | Gravadora      |
| ---- | ----------------------------------------- | ---------- | ------- | ----------- | ------- | ------------ | ------------ | -------------- |
| 1967 | The Nitty Gritty Dirt Band                | —          | 151     | —           | —       | —            | —            | Liberty        |
| 1967 | Ricochet                                  | —          | —       | —           | —       | —            | —            | Liberty        |
| 1968 | Rare Junk                                 | —          | —       | —           | —       | —            | —            | Liberty        |
| 1969 | Alive                                     | —          | —       | —           | —       | —            | —            | Liberty        |
| 1970 | Uncle Charlie & His Dog Teddy             | —          | 66      | —           | 56      | —            | —            | Liberty        |
| 1971 | All the Good Times                        | —          | 162     | —           | —       | —            | —            | United Artists |
| 1972 | Will the Circle Be Unbroken               | 4          | 68      | —           | —       | Platinum     | —            | United Artists |
| 1974 | Stars & Stripes Forever                   | 32         | 28      | —           | 25      | —            | —            | United Artists |
| 1975 | Symphonion Dream                          | —          | 66      | —           | —       | —            | —            | United Artists |
| 1976 | Dirt, Silver and Gold                     | 28         | 77      | —           | —       | —            | —            | United Artists |
| 1978 | The Dirt Band                             | —          | 163     | —           | —       | —            | —            | United Artists |
| 1979 | An American Dream                         | —          | 76      | —           | 63      | —            | —            | United Artists |
| 1980 | Make a Little Magic                       | —          | 62      | 12          | 64      | —            | —            | Liberty        |
| 1981 | Jealousy                                  | —          | 102     | —           | —       | —            | —            | Liberty        |
| 1983 | Let's Go                                  | 26         | —       | —           | —       | —            | —            | Liberty        |
| 1984 | Plain Dirt Fashion                        | 8          | —       | 5           | —       | —            | —            | Warner Bros.   |
| 1985 | Partners, Brothers and Friends            | 9          | —       | —           | —       | —            | —            | Warner Bros.   |
| 1986 | Twenty Years of Dirt                      | 10         | —       | —           | —       | Platinum     | —            | Warner Bros.   |
| 1987 | Hold On                                   | 14         | —       | —           | —       | —            | —            | Warner Bros.   |
| 1988 | Workin' Band                              | 33         | —       | —           | —       | —            | —            | Warner Bros.   |
| 1988 | More Great Dirt                           | 38         | —       | —           | —       | Gold         | —            | Warner Bros.   |
| 1989 | Will the Circle Be Unbroken: Volume Two   | 5          | 95      | 3           | 57      | Platinum     | Gold         | MCA            |
| 1990 | The Rest of the Dream                     | 53         | —       | —           | —       | —            | —            | MCA            |
| 1990 | Live Two Five                             | 50         | —       | —           | —       | —            | —            | Capitol        |
| 1992 | Not Fade Away                             | —          | —       | —           | —       | —            | —            | Liberty        |
| 1994 | Acoustic                                  | —          | —       | —           | —       | —            | —            | Liberty        |
| 1997 | The Christmas Album                       | —          | —       | —           | —       | —            | —            | Rising Tide    |
| 1999 | Bang, Bang, Bang                          | —          | —       | —           | —       | —            | —            | DreamWorks     |
| 2002 | Will the Circle Be Unbroken: Volume Three | 18         | 134     | —           | —       | —            | —            | Capitol        |
| 2004 | Welcome to Woody Creek                    | —          | —       | —           | —       | —            | —            | Dualtone       |

### Singles
| Ano  | Música                                                         | Posição na Tabela | Posição na Tabela | Posição na Tabela | Posição na Tabela | Álbum                                   |
| Ano  | Música                                                         | US Country        | US                | CAN Country       | CAN               | Álbum                                   |
| ---- | -------------------------------------------------------------- | ----------------- | ----------------- | ----------------- | ----------------- | --------------------------------------- |
| 1967 | "Buy for Me the Rain"                                          | —                 | 45                | —                 | —                 | The Nitty Gritty Dirt Band              |
| 1970 | "Mr. Bojangles"                                                | —                 | 9                 | —                 | 2                 | Uncle Charlie & His Dog Teddy           |
| 1971 | "House at Pooh Corner"                                         | —                 | 53                | —                 | 30                | Uncle Charlie & His Dog Teddy           |
| 1971 | "Some of Shelly's Blues"                                       | —                 | 64                | —                 | 56                | Uncle Charlie & His Dog Teddy           |
| 1971 | "I Saw the Light" (w/ Roy Acuff)                               | 56                | —                 | —                 | —                 | Will the Circle Be Unbroken             |
| 1972 | "Jambalaya (On the Bayou)"                                     | —                 | 84                | —                 | —                 | All the Good Times                      |
| 1973 | "Grand Ole Opry Song" (w/ Jimmy Martin)                        | 97                | —                 | —                 | —                 | Will the Circle Be Unbroken             |
| 1974 | "Battle of New Orleans"                                        | —                 | 72                | —                 | —                 | Stars & Stripes Forever                 |
| 1975 | "(All I Have to Do Is) Dream"                                  | 79                | 66                | —                 | 81                | Dirt, Silver and Gold                   |
| 1978 | "In for the Night"                                             | —                 | 86                | —                 | —                 | The Dirt Band                           |
| 1980 | "An American Dream" (as The Dirt Band)                         | 58                | 13                | —                 | 3                 | An American Dream                       |
| 1980 | "Make a Little Magic" (as The Dirt Band)A                      | 77                | 25                | 63                | 51                | Make a Little Magic                     |
| 1981 | "Fire in the Sky"                                              | —                 | 76                | —                 | —                 | Jealousy                                |
| 1983 | "Shot Full of Love"                                            | 19                | —                 | —                 | —                 | Let's Go                                |
| 1983 | "Dance Little Jean"                                            | 9                 | —                 | 39                | —                 | Let's Go                                |
| 1984 | "Colorado Christmas"                                           | 93                | —                 | —                 | —                 | The Christmas Album                     |
| 1984 | "Long Hard Road (The Sharecropper's Dream)"                    | 1                 | —                 | 2                 | —                 | Plain Dirt Fashion                      |
| 1984 | "I Love Only You"                                              | 3                 | —                 | 3                 | —                 | Plain Dirt Fashion                      |
| 1985 | "High Horse"                                                   | 2                 | —                 | 2                 | —                 | Plain Dirt Fashion                      |
| 1985 | "Modern Day Romance"                                           | 1                 | —                 | 2                 | —                 | Partners, Brothers and Friends          |
| 1985 | "Home Again in My Heart"                                       | 3                 | —                 | 1                 | —                 | Partners, Brothers and Friends          |
| 1986 | "Partners, Brothers and Friends"                               | 6                 | —                 | 3                 | —                 | Partners, Brothers and Friends          |
| 1986 | "Stand a Little Rain"                                          | 5                 | —                 | 3                 | —                 | Twenty Years of Dirt                    |
| 1986 | "Fire in the Sky" (re-entry)                                   | 7                 | —                 | 5                 | —                 | Twenty Years of Dirt                    |
| 1987 | "Baby's Got a Hold on Me"                                      | 2                 | —                 | 2                 | —                 | Hold On                                 |
| 1987 | "Fishin' in the Dark"                                          | 1                 | —                 | 1                 | —                 | Hold On                                 |
| 1987 | "Oh What a Love"                                               | 5                 | —                 | —                 | —                 | Hold On                                 |
| 1988 | "Workin' Man (Nowhere to Go)"                                  | 4                 | —                 | 6                 | —                 | Workin' Band                            |
| 1988 | "I've Been Lookin'"                                            | 2                 | —                 | *                 | —                 | Workin' Band                            |
| 1988 | "Down That Road Tonight"                                       | 6                 | —                 | *                 | —                 | Workin' Band                            |
| 1989 | "You Ain't Goin' Nowhere" (w/ Chris Hillman and Roger McGuinn) | 6                 | —                 | 11                | —                 | Will the Circle Be Unbroken: Volume Two |
| 1989 | "Turn of the Century"                                          | 27                | —                 | 24                | —                 | Will the Circle Be Unbroken: Volume Two |
| 1989 | "And So It Goes" (w/ John Denver)                              | 14                | —                 | 29                | —                 | Will the Circle Be Unbroken: Volume Two |
| 1989 | "When It's Gone"                                               | 10                | —                 | 11                | —                 | Will the Circle Be Unbroken: Volume Two |
| 1990 | "One Step Over the Line" (w/ Rosanne Cash and John Hiatt)      | 63                | —                 | 47                | —                 | Will the Circle Be Unbroken: Volume Two |
| 1990 | "From Small Things (Big Things One Day Come)"                  | 65                | —                 | 66                | —                 | The Rest of the Dream                   |
| 1990 | "You Made Life Good Again"                                     | 60                | —                 | 33                | —                 | The Rest of the Dream                   |
| 1991 | "Cadillac Ranch"                                               | —                 | —                 | —                 | —                 | Live Two Five                           |
| 1991 | "Mr. Bojangles" (re-release)                                   | —                 | —                 | 68                | —                 | Live Two Five                           |
| 1992 | "I Fought the Law"                                             | 66                | —                 | —                 | —                 | Not Fade Away                           |
| 1992 | "One Good Love"                                                | 74                | —                 | 85                | —                 | Not Fade Away                           |
| 1998 | "Bang, Bang, Bang"                                             | 52                | —                 | 44                | —                 | Bang, Bang, Bang                        |
| 1999 | "Bang, Bang, Bang" (re-entry)                                  | 63                | —                 | 67                | —                 | Bang, Bang, Bang                        |